# 穆罕默德·纳吉布拉
穆罕默德·纳吉布拉·阿赫马德扎伊（1947年8月6日—1996年9月28日），阿富汗政治家，出生在喀布尔。他在1986年至1992年期间担任苏联扶植的阿富汗民主共和国的最高领导人，阿富汗人民民主党总书记。1992年，反政府军攻入喀布尔，纳吉布拉被迫下台，躲藏在联合国驻喀布尔办事处避难。1996年，塔利班攻入喀布尔后，对纳吉布拉施以酷刑并处死。

## 经历
纳吉布拉是普什图人，出生在喀布尔，其祖父是部族长老，父亲是驻巴基斯坦白沙瓦的领事。幼年时随父亲在白沙瓦居住12年，1950年代回国上学。1965年加入阿富汗人民民主党。1975年毕业于喀布尔大学医学院。1977年任党中央委员，成为该党的干部。翌年阿富汗人民民主党发动政变，推翻总统穆罕默德·达乌德汗，他成为领导人之一，但由于在政治斗争中站错队伍而失势，贬为驻伊朗大使。他短暂地在德黑兰供职之后，便流亡欧洲。
1979年，苏联侵略阿富汗，杀害人民民主党总书记哈菲佐拉·阿明。纳吉布拉回到阿富汗，被苏联人扶植为国家情报总局局长（KHAD），掌管国家安全机构。在此期间，他奉苏联之命，模仿苏联克格勃的模式，逮捕、审问和杀害了数万阿富汗人民，血债累累，深受阿富汗人民痛恨，呼为“屠夫”。1981年升官任人民民主党中央政治局委员。1983年晋升为中将。1985年，中央书记巴布拉克·卡尔迈勒失势，他继任中央书记。1986年1月，任革命委员会主席团委员，5月出任人民民主党中央委员会总书记，成为最高领导人，12月出任革命委员会主席团主席，兼任国家元首。
苏联军队自1989年从阿富汗撤军，阿富汗随即爆发内战，失去靠山的阿富汗人民民主黨政权统治岌岌可危。苏联陷入政局动荡中，无暇顾及阿富汗，切断了对阿富汗人民民主黨政权的支持。此时圣战者的势力逼近喀布尔，他于1992年4月16日宣布向圣战者投降，并辞去总统职务。他试图逃离喀布尔，但遭到阿布都·拉希德·杜斯塔姆将军的阻挠，最终逃进联合国驻喀布尔办事处避难。

## 处死
1996年9月26日，信奉伊斯兰原教旨主义的塔利班攻入喀布尔，取得了政权。雖然納吉布拉和從小就結識的艾哈迈德·沙阿·马苏德是政敵，但馬蘇德仍兩次提供機會幫纳吉布拉逃离喀布尔。纳吉布拉因相信塔利班会饶他一命，不会杀害他而拒绝了这个提议。1996年9月27日，塔利班士兵闖入联合国驻喀布尔办事处，将纳吉布拉从里面拖出来，指责他信奉无神论、背弃伊斯兰教、违反神的意愿、使阿富汗陷入混乱，将他当众阉割，然后拴在一辆卡车后面拖着游街示众直至死去，年49岁。他的血腥的尸体被悬挂在红绿灯上示众以昭示“一个新时代的来临”，他的嘴里被塞满了钞票，所有手指都被砍掉，塔利班士兵将雪茄插在他手指的位置。他的兄弟沙赫普尔·艾哈迈迪扎伊遭到同样的酷刑。起初纳吉布拉和艾哈迈迪扎伊因为他们的“罪行”，不允许举行伊斯兰葬礼，后来尸体通过红十字国际委员会被交给帕克蒂亚省自己的部落安葬。
国际社会，特别是穆斯林世界，对此酷刑进行了广泛谴责。联合国发表声明，對处死纳吉布拉加以谴责，并声称谋杀将进一步破坏阿富汗的稳定。塔利班的回应是宣布對阿布都·拉希德·杜斯塔姆、马苏德和布尔汉努丁·拉巴尼判處死刑。印度一直支持纳吉布拉，此时强烈谴责对他的公开处死，并开始支持马苏德的拯救阿富汗伊斯兰联合阵线，试图遏制塔利班的崛起。